# Impatiens rubrolineata
Impatiens rubrolineata är en balsaminväxtart som beskrevs av Joseph Dalton Hooker. Impatiens rubrolineata ingår i släktet balsaminer, och familjen balsaminväxter. Inga underarter finns listade i Catalogue of Life.